# 不倫瑞克 (馬里蘭州)
不倫瑞克（英語：Brunswick）是一個位於美國馬里蘭州弗雷德里克縣的城市。

## 人口
根據2020年美國人口普查的數據，不倫瑞克的面積為9.61平方千米，當中陸地面積為8.48平方千米，而水域面積為1.13平方千米。當地共有人口7762人，而人口密度為每平方千米808人。